# Colletes inornatus
Colletes inornatus är en biart som beskrevs av Cockerell 1946. Colletes inornatus ingår i släktet sidenbin, och familjen korttungebin. Inga underarter finns listade i Catalogue of Life.